# Плантація бархата амурського
Плантація бархата амурського — ботанічна пам'ятка природи місцевого значення. Об'єкт розташований на території Черкаського району Черкаської області, квартал 40 виділ 3 Мошенського лісництва.
Площа — 2,4 га, статус отриманий у 1982 році.